# Volo Japan Airlines 123
Il volo Japan Airlines 123 era un volo di linea nazionale tra l'aeroporto internazionale di Tokyo e l'aeroporto internazionale di Osaka che precipitò sul monte Takamagahara, nei pressi del villaggio giapponese di Ueno, il 12 agosto 1985. È ad oggi il secondo più grave incidente di sempre nella storia dell'aviazione, nonché l'incidente occorso ad un unico aeroplano che ha causato il maggior numero di vittime tra gli occupanti, in quanto le vittime furono 520: tutti i 15 membri dell'equipaggio e 505 dei 509 passeggeri. Solo il disastro di Tenerife, nel quale due aeromobili entrarono in collisione a terra, ha provocato un numero maggiore di vittime.

## Dettagli

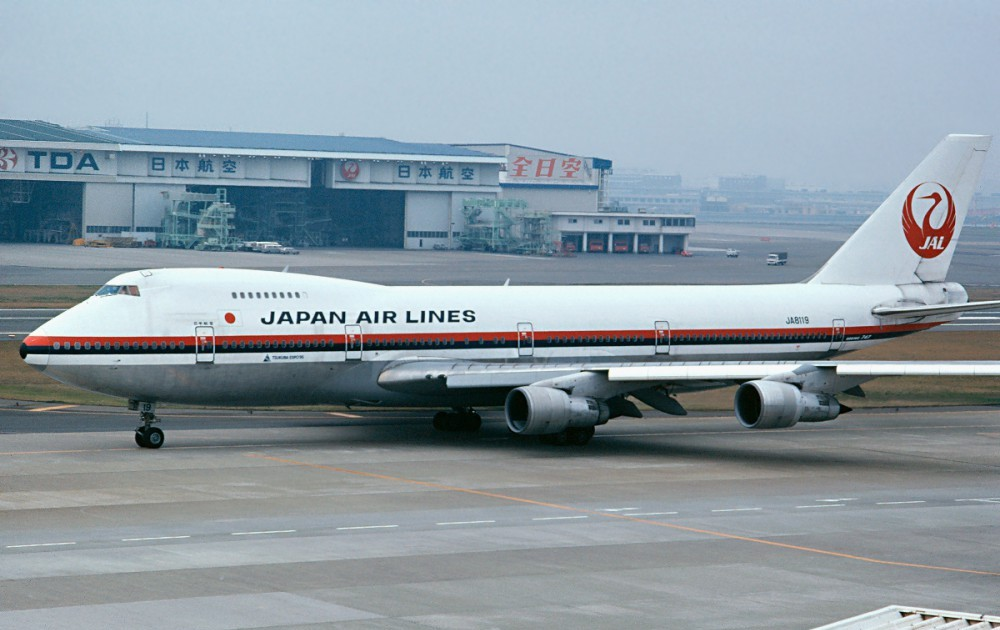
Il Boeing 747SR coinvolto nell'incidente.

### Aeromobile
L'aereo era un Boeing 747-SR46 registrato JA8119 (numero di serie 20783, numero di linea 230), costruito e consegnato alla Japan Air Lines (prima del cambio nome in "Japan Airlines") il 26 settembre 1973 come primo di quattro ordinati ed entrato in servizio il 7 ottobre 1973. Al momento dell'incidente aveva poco meno di 12 anni di servizio, nei quali aveva accumulato 25 030 ore di volo e 18 835 cicli di decollo-atterraggio. Si trattava della versione a corto raggio ed alta densità di passeggeri del Boeing 747 ed era stato acquistato dalla compagnia aerea proprio per il servizio sulla relazione Tokyo-Osaka, molto affollata nonostante la sua lunghezza relativamente ridotta.

#### Tailstrike del 1978
Il 2 giugno 1978 il velivolo JA8119, mentre operava il volo Japan Air Lines 115, sulla stessa rotta, rimbalzò sulla pista 32L durante una procedura di avvicinamento strumentale all'aeroporto Itami. Il pilota commise un errore nell'eseguire la manovra di flare e provocò un violento tailstrike al secondo tocco. Tra i 394 occupanti vi furono 25 feriti, 23 lievi e 2 gravi. Il tailstrike distrusse la paratia pressurizzante. I danni vennero riparati dai tecnici Boeing e l'aereo tornò in servizio. Al momento del tailstrike, l'aereo aveva 8 830 ore di volo.

### Equipaggio
Al momento dell'incidente l'aereo era al quinto dei sei voli che avrebbe dovuto eseguire nella giornata del 12 agosto 1985. Vi erano 15 membri dell'equipaggio, di cui 2 aviatori, 1 ingegnere di volo e 12 assistenti di volo di età compresa tra i 24 e i 39 anni.
Le tre persone in cabina di pilotaggio avevano tutte una grande esperienza:
- Il comandante Masami Takahama (高浜 雅己?, Takahama Masami), 49 anni, che monitorava il volo e si occupava delle comunicazioni radio,[6][7] era stato assunto nel 1966 ed aveva al suo attivo 12 423 ore di volo, di cui 4 842 sui 747. Era a tutti gli effetti un asso dell'aviazione, qualificato come addestratore in volo dei copiloti e per tale motivo era autorizzato a farli sedere sul sedile del pilota ai comandi, quello sinistro, come avvenuto durante l'incidente.
- Il primo ufficiale Yutaka Sasaki (佐々木 祐?,  Sasaki Yutaka), 39 anni, che sedeva ai comandi del velivolo, era stato assunto nel 1970 ed aveva all'attivo 3 963 ore di volo, di cui 2 665 sui 747. Era in addestramento per ottenere una promozione a comandante e il volo 123 sarebbe stato uno dei suoi ultimi voli prima di passare di grado.[3]
- L'ingegnere di volo Hiroshi Fukuda (福田 博?, Fukuda Hiroshi), 46 anni, era stato assunto nel 1957 ed aveva all'attivo 9 831 ore di volo, di cui 3 846 sui 747.[3]

## Dinamica dell'incidente
La sera del 12 agosto 1985 l'aereo prese l'uscita 18 alle 18:04 e decollò dalla pista 15L dall'aeroporto di Tokyo-Haneda alle 18:12, diretto all'Aeroporto di Osaka-Itami, con 12 minuti di ritardo. Quel giorno il volo era pieno, perché molte persone tornavano a casa in occasione dell'importante festività dell'Ullambana, nella quale molti giapponesi sono soliti recarsi nei loro luoghi di origine.
Circa 12 minuti dopo il decollo, mentre il velivolo stava sorvolando la baia di Sagami, la paratia posteriore si squarciò improvvisamente, causando una decompressione esplosiva che provocò il distacco dello stabilizzatore verticale e il conseguente danneggiamento dell'impianto idraulico. L'esplosione fece inoltre crollare i soffitti delle toilette vicine alla coda e provocò una rapida perdita di aria pressurizzata: di conseguenza, il personale di cabina iniziò ad assistere i passeggeri con maschere per l'ossigeno d'emergenza. Tutte e quattro le linee dell'impianto idraulico si interruppero e l'aereo divenne pressoché ingovernabile, cominciando a variare quota repentinamente: si tratta di un movimento tipico degli aerei senza controllo che segue uno dei modi propri di oscillazione del moto longitudinale, conosciuto come "modo di fugoide". In pochi minuti il velivolo passò da una quota di 13 500 piedi (4 100 metri) a circa 7 000 piedi (2 100 metri). I piloti tentarono di controllare l'aereo con il solo ausilio dei motori, abbassando anche il carrello di atterraggio e i flap, e riuscirono a riportarlo temporaneamente a 13.000 piedi (4 000 metri). Mentre l'aereo sorvolava la penisola di Izu, i piloti tentarono di effettuare una virata verso l'Oceano Pacifico, ma si verificò un'altra discesa quasi in picchiata, improvvisa e incontrollabile, tra le montagne. L'ultimo contatto radar avvenne a 6 800 piedi (2 000 metri) alle 18:56.
Durante gli istanti finali, una delle ali colpì il costone di una montagna e si spezzò; successivamente l'aereo sbatté contro un secondo crinale, capovolgendosi e schiantandosi contro il monte Takamagahara, circa 11 km a sud-ovest del villaggio di Ueno, nella prefettura di Gunma, ad un'altitudine di 1 565 metri.
Si stimò che tra l'esplosione della paratia e lo schianto contro la montagna fossero passati 32 minuti.

## I soccorsi e le vittime
| Passeggeri a bordo | Passeggeri a bordo | Passeggeri a bordo | Passeggeri a bordo |
| Nazionalità        | Passeggeri         | Equipaggio         | Totale             |
| ------------------ | ------------------ | ------------------ | ------------------ |
| Giappone           | 487                | 15                 | 502                |
| Cina               | 1                  | 0                  | 1                  |
| Germania Ovest     | 2                  | 0                  | 2                  |
| Hong Kong          | 4                  | 0                  | 4                  |
| India              | 3                  | 0                  | 3                  |
| Italia             | 2                  | 0                  | 2                  |
| Corea del Sud      | 3                  | 0                  | 3                  |
| Regno Unito        | 1                  | 0                  | 1                  |
| Stati Uniti        | 6                  | 0                  | 6                  |
| Totale             | 509                | 15                 | 524                |

Un elicottero statunitense arrivò sul posto dopo solo venti minuti, ma fu richiamato alla base dato che le squadre di soccorso giapponesi stavano arrivando.
Poco dopo arrivarono gli elicotteri dell'esercito, ma, a causa dell'oscurità e del terreno impervio, i soccorritori non scorsero i sopravvissuti: il pilota dell'elicottero comunicò che non c'era segno di vita, e per tale motivo i soccorritori, invece di portarsi sul posto dell'incidente immediatamente, passarono la notte in un villaggio situato a circa 63 km dai rottami, raggiungendo l'aereo solo nella mattinata seguente, 14 ore dopo l'impatto.
Lo staff medico trovò diversi corpi le cui ferite indicavano che erano sopravvissuti all'incidente, ma erano morti prima dell'arrivo dei soccorsi per la gravità delle ferite riportate. Un medico sostenne che, se i soccorsi fossero arrivati 10 ore prima, come sarebbe stato possibile, avrebbero trovato molti più sopravvissuti.
Sull'aereo c'erano 22 passeggeri di nazionalità non giapponese, di cui 4 da Hong Kong, 2 italiani, 2 statunitensi, uno dalla Germania Ovest e uno britannico.
All'incidente sono sopravvissute solo quattro passeggere di sesso femminile, sedute a sinistra ed a metà tra le file 54–60, in fondo all'aereo: Yumi Ochiai, una hostess fuori servizio, Hiroko e Mikiko Yoshizaki, madre e figlia di 8 anni, e Keiko Kawakami, 12 anni, che nello schianto ha perso i genitori e la sorella. Tra i passeggeri che persero la vita vi furono anche il popolare cantante giapponese Kyū Sakamoto e il banchiere Akihisa Yukawa, padre della violinista e compositrice Diana Yukawa.
Il volo collegava due delle città più grandi del Giappone e diverse celebrità lo avevano prenotato, ma sfuggirono alla tragedia salendo su un altro aereo o preferendo viaggiare in treno, con il Tōkaidō Shinkansen. Tra di loro vi erano il comico e attore Sanma Akashiya, Masataka Itsumi e la sua famiglia, l'imprenditore Johnny Kitagawa e l'allora cast di Shōten. Alcuni membri dello Shonentai avrebbero dovuto volare con Kitagawa, ma rimasero a Tokyo.

## Cause del disastro

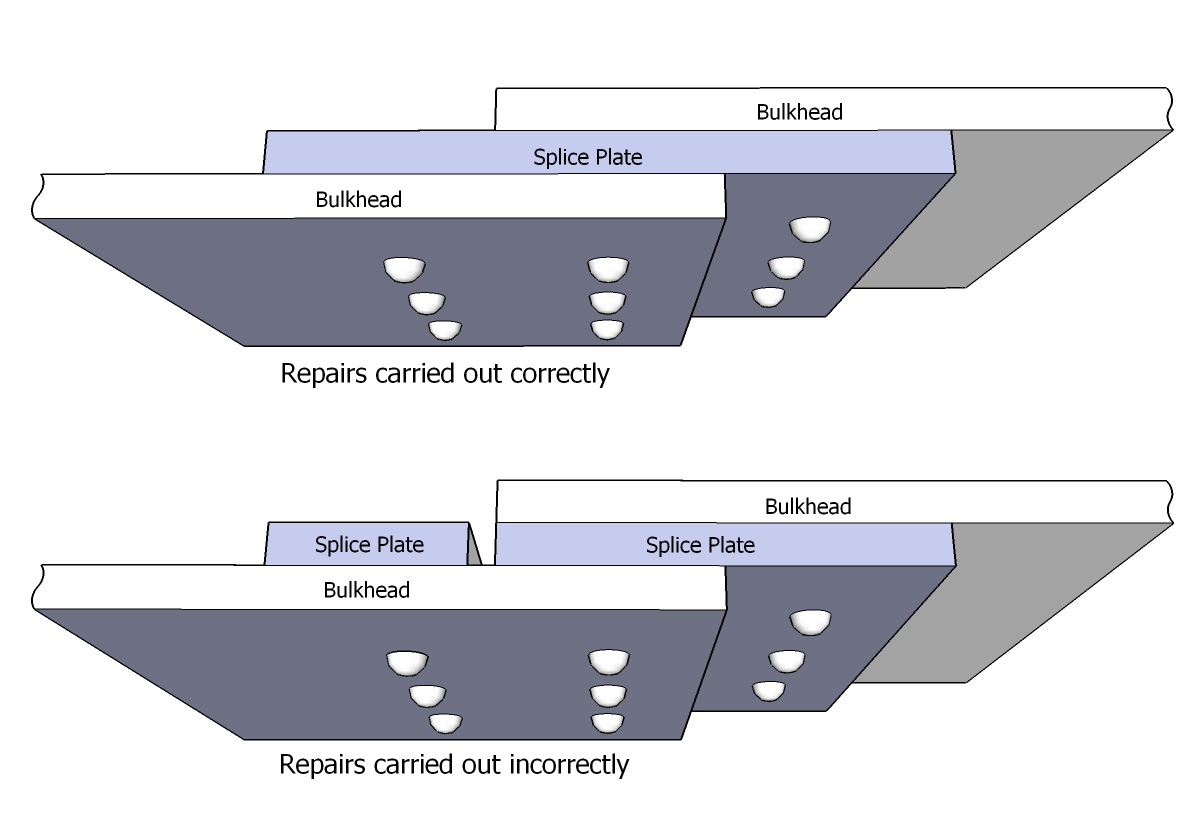
Come sarebbe dovuta avvenire la riparazione (sopra) e come invece è avvenuta (sotto).

Secondo la Japanese Aircraft and Railway Accidents Investigation Commission, le cause del disastro furono le seguenti:
- Il 2 giugno 1978, come già detto, il velivolo, durante un atterraggio sulla pista 32L dell'aeroporto internazionale di Ōsaka, era incorso in un violento tailstrike che aveva gravemente danneggiato la fusoliera di coda e la paratia di pressione posteriore. Tra i 379 passeggeri vi furono 2 feriti gravi e 23 con ferite lievi.
- Le riparazioni provvisorie furono eseguite dai tecnici della Japan Airlines tra il 7 e il 14 giugno. Imbarcato su una nave e trasportato a Tokyo, il velivolo ricevette le riparazioni definitive dai tecnici Boeing (che avevano i pezzi di ricambio originali) tra il 17 giugno e l'11 luglio. Il giorno dopo l'intervento fu accettato e l'aeromobile venne riammesso al volo. I tecnici, tuttavia, commisero un grave errore nella riparazione: venne sostituita la semicalotta inferiore della paratia stagna di coda, collegata a quella superiore tramite una piastra, ma per motivi ignoti (probabilmente per far combaciare i fori di rivettatura) la piastra venne tagliata in due sezioni, ed in questo modo la forza derivante dalla pressurizzazione della cabina si scaricava su una sola fila di rivetti anziché su due. Il taglio della piastra, operazione a dir poco deleteria, oltre che totalmente inutile, ridusse del 70% la resistenza alla fatica del pezzo riparato.
- I tecnici della Japan Airlines, nonostante numerose segnalazioni di fischi intermittenti nella parte posteriore della fusoliera, non avevano mai verificato approfonditamente gli interventi di manutenzione.
- Le linee idrauliche erano quattro, per garantire la manovrabilità del velivolo qualora uno, due o addirittura tre dei sistemi fossero andati in panne, ma il cedimento totale della paratia stagna, eventualità che non era stata mai presa in considerazione in sede di progettazione, li aveva danneggiati tutti contemporaneamente.

## Conseguenze del disastro
In seguito a questo incidente la Boeing modificò il sistema idraulico, dato che era inammissibile che la ridondanza quadrupla del sistema potesse essere resa completamente inutile da un unico guasto. Furono inoltre presi provvedimenti riguardo alla manutenzione della paratia in questione, dato che la procedura in vigore non aveva permesso di riscontrare l'errore di manutenzione e la conseguente insorgenza delle cricche che avevano portato al cedimento completo del pezzo.

## Influenza culturale
- L'incidente è stato oggetto dell'episodio Fuori controllo della terza stagione e dell'episodio Punto di pressione della ventitreesima stagione del documentario Indagini ad alta quota trasmesso da National Geographic Channel e nell'episodio Terrore nei cieli di Tokyo della sesta stagione del documentario Quei secondi fatali trasmesso da National Geographic Channel.
- All'incidente del volo 123 della Japan Airlines è dedicato il brano Dalai Lama, ed in generale l'album Reise, Reise della band industrial metal tedesca Rammstein.